# Риццотто, Плачидо
Плачидо Риццотто (итал. Placido Rizzotto) (2 января 1914 года, Корлеоне — 10 марта 1948 года, там же) — итальянский профсоюзный активист и социалистический лидер крестьянского движения, убитый по приказу Коза Ностры (одна из группировок сицилийской мафии).

## Биография
Плачидо Риццотто родился в сицилийском городе Корлеоне в семье Кармело Риццотто и Джованны Мочитта. Всего в семье было семеро детей. Мать Риццотто умерла еще тогда, когда он был ребенком, отец же был арестован во время префектства Чезаре Мори, который по приказу дуче вел жесткую борьбу с сицилийской мафией. В ходе этой антимафиозной кампании в тюрьмы попадали и невинные люди, среди которых был и отец Риццотто.
После ареста отца Риццотто, как самому старшему ребенку в семье, пришлось оставить школу и устроиться на работу для того, чтобы содержать своих братьев и сестер.
Во время Второй Мировой войны служил в королевской армии. После заключения перемирия между Италией и союзниками Риццотто, будучи по убеждениям социалистом, воевал в гарибальдийских бригадах.
В 1945 году вернулся в Корлеоне, где возглавил профсоюз. Состоял в Итальянской социалистической партии. Активно поддерживал крестьян в стремлении присвоить пустующие земли, которые принадлежали местной знати. За это 10 марта 1948 году Плачидо Риццотто был похищен мафией и жестоко убит. Свидетелем убийства Риццотто стал пастушонок Джузеппе Летиция, который смог запомнить лица убийц. Впоследствии Джузеппе был убит в больнице путём введения смертельной инъекции по приказу главаря корлеонской мафии — доктора Микеле Наварра.
Расследование убийства Плачидо Риццотто проводил капитан карабинеров Карло Альберто далла Кьеза (в будущем прославился борьбой с Красными бригадами и мафией). Им в подозрении в убийстве были арестованы бандиты Винченцо Коллура, Паскуале Кришоне и Лучано Лиджо. Однако собранных доказательств не хватило для того, чтобы осудить их, и арестованные были освобождены.

## Обнаружения останков
9 марта 2012 года благодаря экспертизе ДНК было установлено, что неизвестные останки, найденные 7 июля 2009 году в водосточном колодце Корлеоне, принадлежат Плачидо Риццотто.
24 мая 2012 года Плачидо Риццотто в торжественной обстановке похоронен в Корлеоне. На похороны прибыл президент Италии Джорджо Наполитано.

## В массовой культуре
- В 2000 году итальянский режиссёр Паскуале Шимека[итал.] снял фильм «Плачидо Риццотто[итал.]», который получил награду на Венецианском кинофестивале. Однако фильм был подвергнут критике со стороны активистов Итальянской социалистической партии, которых возмутило то, что в картине не было упомянуто о членстве Риццотто в этой партии. По их мнению, из-за этого у зрителя может создастся впечатление, будто Плачидо Риццотто был коммунистом.
- Плачидо Риццотто послужил прототипом для одного из персонажей фильма Дамиано Дамиани «Признание комиссара полиции прокурору республики» — профсоюзного лидера Риццо, убитого мафией.